# Xanadu (Fernsehserie)
Xanadu ist eine französische Fernsehserie, die vom 30. April bis zum 21. Mai 2011 auf Arte ausgestrahlt wurde. Die deutsche Bearbeitung der Serie lag bei der Berliner Synchron Wenzel Lüdecke.

## Inhalt
Im Mittelpunkt der Serie steht die titelgebende Pornofilm-Produktionsfirma Xanadu der Familie Valadine. Die Firma hat finanzielle Probleme, denn Alex, pater familias und Gründer des Unternehmens, will sich nicht auf das Gonzo-Genre einlassen, das mittlerweile die Branche bestimmt. Sein Sohn Laurent allerdings hat die Zeichen der Zeit erkannt und möchte Xanadu neu positionieren.
Im Hintergrund der Serie schwelt die Geschichte von Elise Jess, Alex’ erster Frau und Mutter der drei Kinder Laurent, Sarah und Lapo. Sie war als Darstellerin das Aushängeschild der Firma, bis sie unter ungeklärten Umständen ums Leben kam. Ihr Tod wird in der letzten der acht Folgen aufgeklärt.

## Kritik
Der Kritiker Georg Diez bezeichnete die Serie in seiner Spiegel Online-Kolumne als „die beste europäische Serie, die ich kenne“. Xanadu sei nicht „schlüpfrig oder spekulativ“, sondern „erwachsenes Fernsehen für erwachsene Menschen“.